# 魚龍駅 (平安北道)
魚龍駅（オリョンえき、朝鮮語: 어룡역）は、朝鮮民主主義人民共和国平安北道球場郡にある駅で、満浦線と龍門炭鉱線に属する。 

## 歴史
- 1941年5月1日：開業[1]。

## 隣の駅
満浦線
球場青年駅 - 魚龍駅 - 新興洞駅
龍門炭鉱線
魚龍駅 - 龍門炭鉱駅